# Elementos del grupo 6
| Grupo   | 6      |
| Periodo |        |
| 4       | 55 Cr  |
| 5       | 42 Mo  |
| 6       | 74 W   |
| 7       | 106 Sg |

Los elementos del grupo 6, numerado así según la nomenclatura de la IUPAC (antes se empleaba "grupo VIA" en el sistema europeo y "grupo VIB" en el estadounidense), es un grupo de elementos en la tabla periódica. Sus miembros son el cromo (Cr), molibdeno (Mo), wolframio (también denominado Tungsteno) (W) y seaborgio (Sg). Todos ellos son metales de transición y el cromo, el molibdeno y el tungsteno son metales refractarios.
La configuración electrónica de estos elementos no sigue una tendencia unificada, aunque las capas más externas se correlacionan especialmente con las tendencias del comportamiento químico:
| \| Z \| Elemento \| N.º de electrones/capa \| Configuración electrónica \| \| --- \| --------- \| ----------------------- \| ------------------------- \| \| 24 \| Cromo \| 2, 8, 13, 1 \| [ Ar ] 4s1 3d5 ( * ) \| \| 42 \| Molibdeno \| 2, 8, 18, 13, 1 \| [ Kr ] 5s1 4d5 ( * ) \| \| 74 \| Wolframio \| 2, 8, 18, 32, 12, 2 \| [ Xe ] 6s2 4f14 5d4 \| \| 106 \| Seaborgio \| 2, 8, 18, 32, 32, 12, 2 \| [ Rn ] 7s2 5f14 6d3 \| | - Los metales - Cromo, 99,999%+ - Molibdeno, 99,99% - Wolframio, 99,98% |                         |                           |
| Z | Elemento                                                                | N.º de electrones/capa  | Configuración electrónica |
| 24 | Cromo                                                                   | 2, 8, 13, 1             | [ Ar ] 4s1 3d5 ( * )      |
| 42 | Molibdeno                                                               | 2, 8, 18, 13, 1         | [ Kr ] 5s1 4d5 ( * )      |
| 74 | Wolframio                                                               | 2, 8, 18, 32, 12, 2     | [ Xe ] 6s2 4f14 5d4       |
| 106 | Seaborgio                                                               | 2, 8, 18, 32, 32, 12, 2 | [ Rn ] 7s2 5f14 6d3       |

## Historia

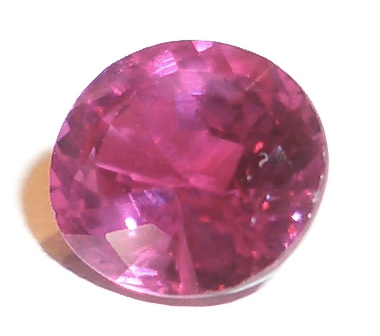
El color rojo de los rubíes se debe a una pequeña cantidad de cromo(III).

### Descubrimientos
El primer informe sobre el cromo se remonta al 26 de julio de 1761, cuando Johann Gottlob Lehmann encontró un mineral naranja-rojizo en las  minas de Beryozovskoye en los montes Urales en Rusia, al cual denominó "plomo rojo siberiano," que al cabo de unos diez años se descubrió era un pigmento amarillo brillante. Aunque erróneamente identificado como un compuesto de plomo con selenio y hierro, el mineral era crocoite con la fórmula PbCrO4. En 1797 estudiando el mineral, Louis Nicolás Vauquelin produjo trióxido de cromo al mezclar crocoite con ácido hidroclórico, y cromo metálico al calentar el óxido en un horno de carbón un año más tarde. También determinó la existencia de trazas de cromo en piedras preciosas tales como  rubí o esmeralda.
La molibdenita-el principal mineral del que se extrae actualmente el molibdeno- se conocía anteriormente como molibdena, que se confundía con el grafito y a menudo se aplicaba como si fuera. Al igual que el grafito, la molibdenita puede utilizarse para ennegrecer una superficie o como lubricante sólido. Incluso cuando la molibdena era distinguible del grafito, se seguía confundiendo con una galena (un mineral de plomo común), que tomó su nombre del griego antiguo Μόλυβδος molybdos, que significa plomo. No fue hasta 1778 cuando el químico sueco se dio cuenta de que la molibdena no era ni grafito ni plomo. Él y otros químicos asumieron entonces correctamente que se trataba del mineral de un nuevo elemento distinto, llamado molibdeno por el mineral en el que fue descubierto. Peter Jacob Hjelm aisló con éxito el molibdeno utilizando carbono y aceite de linaza en 1781.
En cuanto al wolframio, en 1781 Carl Wilhelm Scheele descubrió que se podía fabricar un nuevo ácido, el ácido túngstico, a partir de la scheelita. (entonces llamada tungsteno). Scheele y Torbern Bergman sugirieron que podría ser posible obtener un nuevo metal mediante la reducción de este ácido. En 1783, José y Fausto Elhuyar encontraron un ácido hecho de wolframita que era idéntico al ácido túngstico. Ese mismo año, en España, los hermanos consiguieron aislar el wolframio por reducción de este ácido con carbón vegetal, y se les atribuye el descubrimiento del elemento.
El seaborgio fue producido por primera vez por un equipo de científicos dirigido por Albert Ghiorso que trabajaba en el Laboratorio Lawrence Berkeley de Berkeley, California, en 1974. Crearon el seaborgio bombardeando átomos de californio-249 con iones de oxígeno-18 hasta producir seaborgio-263.

### Desarrollo histórico y usos
Durante el siglo XIX, el cromo se utilizaba principalmente como componente de pinturas y en las sales de curtido. Al principio, la crocoita de Rusia era la fuente principal, pero en 1827 se descubrió un yacimiento de cromita más grande cerca de Baltimore, Estados Unidos. Esto convirtió a Estados Unidos en el mayor productor de productos de cromo hasta 1848, cuando se encontraron grandes depósitos de cromita cerca de Bursa, Turquía. El cromo se utilizó para la galvanoplastia ya en 1848, pero este uso sólo se generalizó con el desarrollo de un proceso mejorado en 1924.
Durante aproximadamente un siglo después de su aislamiento, el molibdeno no tuvo ningún uso industrial, debido a su relativa escasez, a la dificultad para extraer el metal puro y a la inmadurez del subcampo metalúrgico. Las primeras aleaciones de acero con molibdeno eran muy prometedoras por su mayor dureza, pero los esfuerzos se vieron obstaculizados por resultados inconsistentes y una tendencia a la fragilidad y recristalización. En 1906, William D. Coolidge presentó una patente para hacer que el molibdeno fuera dúctil, lo que llevó a su uso como elemento calefactor para hornos de alta temperatura y como soporte para bombillas de filamento de tungsteno; la formación de óxido y la degradación requieren que el molibdeno se selle físicamente o se mantenga en un gas inerte. En 1913, Frank E. Elmore desarrolló un flotación para recuperar la molibdenita de los minerales; la flotación sigue siendo el principal proceso de aislamiento. Durante la Primera Guerra Mundial, la demanda de molibdeno se disparó; se utilizó tanto en el blindaje de vehículos como en el sustituto del tungsteno en el acero rápido. Algunos tanques de guerra británicos estaban protegidos por chapas de 75 mm (3 pulgadas) de manganeso, pero esto resultó ser ineficaz. Las planchas de acero al manganeso se sustituyeron por planchas de acero al molibdeno de 25 mm (1 pulgada) que permitían una mayor velocidad, mayor maniobrabilidad y mejor protección. Después de la guerra, la demanda cayó en picado hasta que los avances metalúrgicos permitieron un amplio desarrollo de aplicaciones en tiempos de paz. En la Segunda Guerra Mundial, el molibdeno volvió a tener importancia estratégica como sustituto del tungsteno en las aleaciones de acero.
En la Segunda Guerra Mundial, el wolframio desempeñó un papel importante en los tratos políticos de fondo. Portugal, como principal fuente europea del elemento, se vio sometido a la presión de ambos bandos, debido a sus depósitos de mineral de wolframita en Panasqueira. La resistencia del wolframio a las altas temperaturas y su fortalecimiento de las aleaciones lo convirtieron en una importante materia prima para la industria armamentística.

## Química
A diferencia de otros grupos, los miembros de esta familia no muestran patrones en su configuración electrónica, ya que dos miembros más ligeros del grupo son excepciones del principio de Aufbau:
| Z   | Elemento  | Modelo numérico de Bohr |
| --- | --------- | ----------------------- |
| 24  | cromo     | 2, 8, 13, 1             |
| 42  | molibdeno | 2, 8, 18, 13, 1         |
| 74  | tungsteno | 2, 8, 18, 32, 12, 2     |
| 106 | seaborgio | 2, 8, 18, 32, 32, 12, 2 |

La mayor parte de la química se ha observado sólo para los tres primeros miembros del grupo. La química del seaborgio no está muy establecida y, por lo tanto, el resto de la sección trata sólo de sus vecinos superiores en la tabla periódica. Los elementos del grupo, al igual que los de los grupos 7-11, tienen puntos de fusión elevados y forman compuestos volátiles en los estados de oxidación más altos. Todos los elementos del grupo son metales relativamente poco reactivos con puntos de fusión elevados (1907 °C, 2477 °C, 3422 °C); el del wolframio es el más alto de todos los metales. Los metales forman compuestos en diferentes estados de oxidación: el cromo forma compuestos en todos los estados de -2 a +6: pentacarbonilcromato de disodio, decacarbonilcromato de disodio, bis(benceno)cromo, pentanitrocianocromato de tripotasio, cloruro de cromo(II), óxido de cromo(III), cloruro de cromo(IV), tetraperoxocromato(V) de potasio y dicloruro de cromo(VI); lo mismo ocurre con el molibdeno y el wolframio, pero la estabilidad del estado +6 crece a medida que se reduce el grupo. Dependiendo de los estados de oxidación, los compuestos son básicos, anfóteros o ácidos; la acidez crece con el estado de oxidación del metal.

## Física
| Nombre              | Cromo            | Molibdeno                          | Wolframio                 | Seaborgio |
| ------------------- | ---------------- | ---------------------------------- | ------------------------- | --------- |
| Punto de fusión     | 2130 K (1857 °C) | 2896 K (2623 °C)                   | 3695 K (3422 °C)          | ?         |
| Punto de ebullición | 2945 K (2672 °C) | 4912 K (4639 °C)                   | 5828 K (5555 °C)          | ?         |
| Densidad            | 7,14 g·cm−3      | 10,28 g·cm−3                       | 19,25 g·cm−3              | ?         |
| Aspecto             | plata metálico   | plata blanco a gris acero metálico | blanco brillante metálico | ?         |
| Radio atómico       | 140 pm           | 145 pm                             | 146 pm                    | ?         |

## Usos
- Aleaciones[24]
- Catalizadores
- Aplicaciones refractarias y de alta temperatura, como electrodos de soldadura y componentes de hornos.
- Metalurgia, a veces utilizada en motores a reacción y turbinas de gas.[25]
- Tintes y pigmentos
- Bronceado
- Materiales duros